# Jugaste y sufrí
«Jugaste y sufrí» es una canción del grupo mexicoestadounidense de música regional mexicana Eslabón Armado con el cantante estadounidense DannyLux. Fue publicaca en el tercer álbum de estudio del grupo Corta Venas a través de DEL Records el 18 de diciembre de 2020. La canción debutó en el puesto 69 del Billboard Hot 100 y en el puesto 3 de Hot Latin Songs. La canción fue escrita por Daniel Balderrama y producida por Edgar Rodríguez y Pedro Tovar Jr, este último es el vocalista principal del grupo. Un video musical se estrenó el 23 de septiembre de 2021 en el canal oficial de la agrupación, llegando a ser tendencia los primeros días de su publicación.

## Posicionamiento en listas
| Lista (2021)                       | Mejor posición |
| ---------------------------------- | -------------- |
| Estados Unidos (Billboard Hot 100) | 69             |
| Global 200 (Billboard)             | 111            |
| Estados Unidos (Hot Latin Songs)   | 3              |

## Premios y nominaciones
| Año  | Premios                      | Categoría                               | Resultado | Ref.   |
| ---- | ---------------------------- | --------------------------------------- | --------- | ------ |
| 2022 | Billboard Latin Music Awards | Canción del Año – Regional Mexicano     | Nominado  | [ 10 ] |
| 2023 | Latin American Music Awards  | Mejor Colabooración – Regional Mexicano | Pendiente | [ 11 ] |